# ریشارد رایتینگر
ریشارد رایتینگر (آلمانی: Richard Reitinger؛ زادهٔ ۱۹۵۱ میلادی) فیلم‌نامه‌نویس اهل آلمان است.
از فیلم‌هایی که وی در آن نقش داشته‌است، می‌توان به دختر کارخانه کبریت‌سازی، زیر آسمان برلین، شهر فرشته‌ها و خیلی دور، خیلی نزدیک اشاره کرد.